# Hotel Deutscher Kaiser (Perleberg)

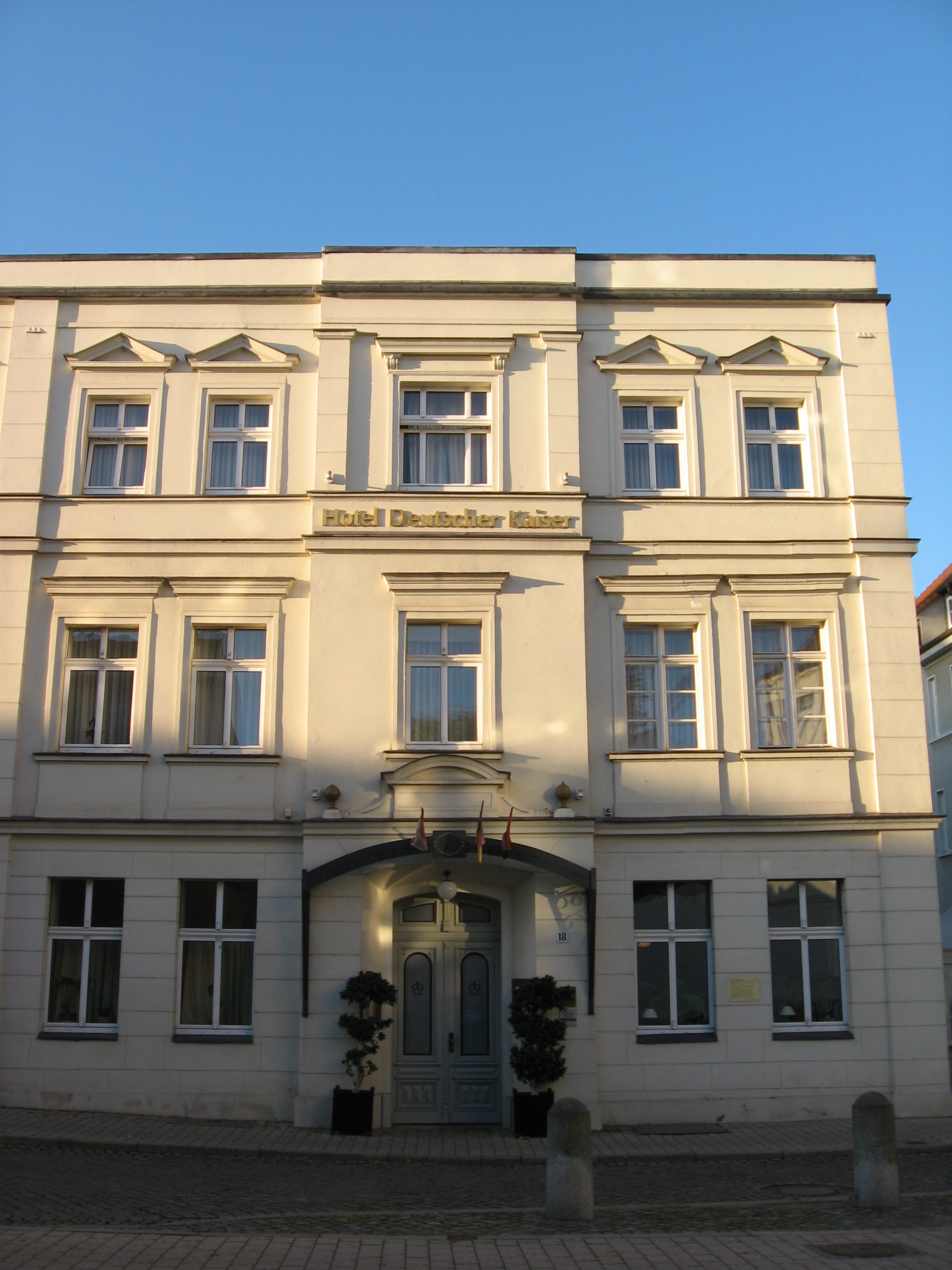
Der Eingang zum Hotel in der Bäckerstraße 18

Das Hotel Deutscher Kaiser ist ein Hotel in der Bäckerstraße 18 in Perleberg in Brandenburg. Das Gebäude steht unter Denkmalschutz.

## Geschichte
Bereits im Jahre 1803 wurde ein Gasthof „Zur goldenen Krone“ an Stelle des heutigen Hotels genannt. Das Haus geht auf einen Bau aus dem 18. Jahrhundert zurück. Zur Gaststätte am Dobberziner Tor gehörte auch eine Ausspanne. 1847 kaufte der Gastwirt und Schuhmachermeister August Zimmermann das Haus. Sein Sohn Otto eröffnete 1876 das „Zimmermann Hotel“. Das Hotel wurde 1883 um einen Saal erweitert, 1888 wurde das dritte Geschoss hinzugefügt und das Gebäude umgebaut. Im Jahr 1891 wurde das Hotel in „Hotel Deutscher Kaiser“ umbenannt. 1913 wechselte der Besitz des Hotels zum Gastwirt Otto Brinker. Nach der Wende wurde das Hotel von 1992 bis 1998 renoviert und um ein Bettenhaus erweitert. Auch heute befindet sich hier ein Viersternehotel.

## Das Gebäude
Das Hauptgebäude ist ein dreigeschossiges, massives Haus in der Bäckerstraße 18. Das Haus hat eine spätklassizistische Putzfassade. Die Fassade ist durch Ritzquaderung, Lisenen und Gesimse gegliedert. Über den Fenstern im ersten Obergeschoss befindet sich eine gerade Fensterverdachung, im zweiten Obergeschoss eine dreieckige Fensterverdachung. Der Eingang befindet sich in der sechsten Fensterachse von acht Fensterachsen. Diese Fensterachse bildet ein Risalit.
Im Inneren befindet sich im Erdgeschoss links eine Gaststätte. Die Gaststätte ist mit Wandpaneelen, Parkett und einer Kassettendecke ausgestattet. Rechts vom Eingang befindet sich die „Kutscherstube“. Über eine Treppe mit Traljengeländer gelangt man in das erste Obergeschoss. Hier befinden sich  die „Kaisersuite“ und die „Prinzensuite“. Weiter befindet sich im ersten Obergeschoss der „Kleine Saal“. Im Zweiten Obergeschoss liegen weitere Zimmer. Im Saalanbau im Hof befindet sich der „Große Saal“. Im „Großen Saal“ befinden sich Emporen, die Decke ist mit Stuck und Gemälden geschmückt. Weitere Ausstattungsgegenstände aus der Bauzeit befinden sich im gesamten Gebäude.